# Baños de Turi
Los baños de Turi son fuentes termales ubicadas 3 km al noreste de Ayquina utilizadas con fines medicinales y que posteriormente se vierten en las vegas colindantes del río Huiculunche. Las termas están dentro de lo que fue un pucará.

## Historia
Luis Risopatrón las describe en su Diccionario Jeográfico de Chile de 1924:
Turi (Baños de). 22° 14' 68° 18' Tienen una casa i una poza en la que el agua brota a 22 °C de temperatura, la que se aprovecha en regar unas 2 hectáreas de terreno, en la estancia de Ayaviri, de la vega de Aiquina; son mui concurridos por los habitantes de Calama i de Chiuchiu, desde donde se puede hacer el viaje en carretas. Llaman la atención en este paraje las ruinas del antiguo pueblo de Aiquina, en una corrida de lomas que espaldean las vertientes por el E, en las que se ha encontrado diversos utensilios de trabajo, especialmente de piedra. 116, p. 171 i 172; ,134; i 156; fuente en 63, p. 116; i aguada en 116, p. 121 i 141; i Turi unu en 132; i termas Baños de Turi en 68, p. 37.